# 保持愛你
《保持愛你》是一部2009年上映的香港電影。由葉念琛導演，鄧麗欣、楊愛瑾、側田、謝安琪、梁祖堯、唐素琪、胡清藍等主演。電影內被分成五個小故事（但其實五個故事是連在一起的）。於2009年2月19日上映。

## 故事大綱
|                        | 願時光保持不變 讓我愛你依然 |
| ——《保持愛你》宣傳海報 |                             |

## 演員
| 演員        | 角色         | 關係/暱稱                                                                            |
| 鄧麗欣      | 寶           | 《無聲勝有聲》主角 《芬芬花店》員工 患有弱聽，喜歡偉                                 |
| 側田        | 偉           | 《無聲勝有聲》主角 Band S主音，喜歡寶                                                |
| 謝安琪      | 芳           | 《最後晚餐》主角 《芬芬花店》老闆娘，祖女友                                          |
| 梁祖堯      | 祖           | 《最後晚餐》主角 芳男友                                                              |
| 唐素琪      | Debbie       | 低B 《愛情試用期》主角 風試用期女友 Michael Chan女友 Vivian下屬                      |
| 胡清藍      | 風           | 風少 《愛情試用期》主角 Debbie試用期男友 Vivian下屬                                  |
| 楊愛瑾      | 敏           | 小金魚 《一日情人》主角，《分身》角色 龍、虎一日情人 輝之攣生弟弟的前女友 對芒果敏感 |
| 少爺占      | 龍           | 《一日情人》主角 敏一日情人，虎好友                                                  |
| 唐劍康      | 虎           | 《一日情人》男主角 敏一日情人，龍好友                                                |
| 森美        | 輝           | May男友 假扮其攣生弟弟與瑪莉、靜兒和欣欣公主過情人節                                 |
| Celina Jade | 瑪莉         | 空姐 輝之攣生弟弟的女友                                                              |
| 諸葛紫岐    | 靜兒         | 竹昇妹 輝之攣生弟弟的女友                                                            |
| 龔嘉欣      | 欣欣公主     | 偶像歌手 輝之攣生弟弟的女友                                                          |
| 梁靖琪      | Vivian       | V煞 Michael Chan女友 風、Debbie上司                                                  |
| 鄧紫棋      | 儀           | 《芬芬花店》員工                                                                     |
| 小肥        | Michael Chan | Vivian、Debbie男友                                                                   |
| 關之彤      | May          | 輝女友                                                                               |
| 馬凱儀      | Elaine       |                                                                                      |
| 張韋怡      | Rosa         |                                                                                      |
| 王敏奕      | Venus        | 花店員工                                                                             |
| Rubber Band |              | 樂隊                                                                                 |
| 何佩瑜      |              |                                                                                      |

## 歌曲
- 主題曲：
  - 〈無言無語〉 - 側田
- 插曲：
  - 〈我愛你很多〉 - 朱紫嬈（Chloe Chu）
  - 〈眼睛不能沒眼淚〉 - 古巨基
  - 〈身體語言〉 - 傅穎
  - 〈三十日〉 - 側田
  - 〈與誰同坐〉 - 胡清藍
  - 〈冷靜〉 - 鄧麗欣

## 外部連結
- 保持愛你官方網站
- 開眼電影網上《保持愛你》的資料（繁體中文）
- 豆瓣电影上《保持愛你》的資料 （简体中文）
- 时光网上《保持愛你》的資料（简体中文）
- AllMovie上《保持愛你》的资料（英文）
- 爛番茄上《保持愛你》的資料（英文）
- 香港影庫上《保持愛你》的資料（繁體中文）
- 互联网电影数据库（IMDb）上《保持愛你》的资料（英文）